# Alyson Noël
Alison Noël (3 de diciembre de 1965) es una escritora norteamericana del condado de Orange, California.

## Biografía
Se crio en el condado de Orange y asistió a la Escuela Primaria 'Richard Nixon' durante dos años. Vivió en Mykonos, Grecia después de salir de su escuela secundaria, Troy High School (CA). Posteriormente, se mudó a Manhattan, NY, donde trabajó como asistente de vuelo para una compañía aérea de renombre. En la actualidad vive en Laguna Beach, CA. Ha tenido una gran variedad de puestos de trabajo; como niñera, dependiente de una tienda de departamentos de ventas, recepcionista, auxiliar administrativo, gerente de la oficina, fabricante de joyas, pintora, empleada de un hotel, asistente de vuelo de Delta Air Lines, y ahora escritora . Ha pasado la mayor parte de su tiempo libre viajando y alejándose de la vida suburbana. Se inspiró para convertirse en un autora después de leer ¿Estás ahí Dios? Soy yo, Margaret por Judy Blume en sexto grado. Su primer libro fue la novela para jóvenes adultos Falsificación de 19, que explora el estilo de vida de los adolescentes de hoy.

## Carrera
Nöel escribió las novelas Saving Zoë, Kiss & Blog, Art Geeks and Prom Queens, Cruel Summer, Laguna Cove, Radiance, Faking 19, y Fly Me to the Moon.
Actualmente se encuentra escribiendo una nueva secuencia de las novelas de la serie Inmortales. El primer libro, Eternidad fue lanzado en 2009 en España. El siguiente libro de la serie, Espejismos, fue lanzado en el 2010 en español . El tercer libro de la serie, Tinieblas, se dio a conocer en noviembre de 2009 en EE. UU. y en 2011 en España. El cuarto, Dark Flame, salió publicado el 22 de junio de 2010 en EE.UU. y en España en noviembre de 2011 conocido como Tentación, y el quinto libro, Night Star,el 16 de noviembre de 2010 en EE. UU. y en España conocido como Desafío en mayo del 2012. El sexto y último libro, Everlasting, fue puesto en venta el 7 de junio de 2011 en EE. UU.. El 22 de mayo de 2012 publicó en la editorial estadounidense St. Martin's Griffin el primer libro de su tercera saga, Soul Seekers, llamado Fated (La cazadora de almas en español), que cuenta la historia de la joven Daire Santos.

## Libros

### Saga Inmortales
- Eternidad (febrero de 2009)
- Espejismos (7 de julio de 2009)
- Tinieblas (17 de noviembre de 2009)
- Tentación (22 de junio de 2010)
- Desafío (16 de noviembre de 2010)
- Destino (7 de junio de 2011)

### Saga Riley Bloom
- Radiance (31 de agosto de 2010)
- Brillo (15 de marzo de 2011)
- Tierra de los sueños (13 de septiembre de 2011)
- Susurro (primavera, 2012)

### Saga Soul Seekers
- La cazadora de almas (22 de mayo de 2012)
- Eco
- Mistico
- Horizonte

### Otros Libros Jóvenes-Adultos
- Blacklist (2017)
- Faking 19 (2005)
- Art Geeks and Prom Queens (2005)
- Laguna Cove (2006)
- Vuela Conmigo A La Luna (2006)
- Kiss & Blog (2007)
- Saving Zoë (2007)
- Cruel Verano (2008)
- Siempre Verano (2011)